# Sint-Jobkapel (Thorn)
De Sint-Jobkapel is een kapel in Thorn in de Nederlandse gemeente Maasgouw. De kapel staat aan de aan de zuidwestkant van het dorp aan de straat Aan Sint Job.
Op ongeveer 250 meter naar het noorden staat de Sint-Ansfriedkapel, op ongeveer 475 meter naar het noordwesten de Sint-Nepomucenuskapel en op ongeveer 600 meter naar het zuidwesten de Sint-Jacobuskapel.
De kapel is gewijd aan de heilige Job.

## Geschiedenis
De oude Sint-Jobkapel was een kleine niskapel die in 1910 of eerder werd afgebroken.
In 1910 werd er een nieuwe grotere kapel gebouwd en die moest in 1953 wijken voor nieuwbouw.
In 2005 werd het initiatief genomen om de Sint-Jobkapel te herbouwen aan het pleintje met de naam Aan Sint-Job. In 2006 werd de bouw voltooid en op 5 november werd de kapel ingewijd.

## Bouwwerk
Voor de kapel ligt er een bestrating van Maaskeien en kinderkopjes waarin een cirkel met de letter J gelegd is.
De bakstenen kapel heeft een driezijdige koorsluiting en wordt gedekt door een zadeldak met leien. In de beide zijgevels zijn er elk twee rondboogvensters met glas-in-lood aangebracht. De frontgevel is een puntgevel met verbrede aanzet en schouderstukken en op de top een smeedijzeren kruis. In de frontgevel bevindt zich de rondboogvormige toegang van de kapel die wordt afgesloten met een dubbel rechthoekige deur en erboven een timpaan met daarin een tekst geschilderd: St. Job. Boven de ingang is een gevelsteen aangebracht met de tekst ANNO 1995.
Van binnen is de kapel wit gestuukt en ongeveer halverwege is een hek geplaatst.